# Кузнецов, Фёдор Федотович
Фёдор Федотович Кузнецов (6 [19] сентября 1904, деревня Притыкино, Рязанская губерния, Российская империя — 16 января 1979, Москва, СССР) — советский военачальник, генерал-полковник. Руководитель советской военной разведки в годы Второй мировой войны и первое послевоенное время.

## Биография
- С 1925 года работал инструментальщиком на заводе в Москве. В 1926 году вступил в ВКП(б). С 1930 года председатель завкома, заместитель директора завода. В 1931 году окончил рабфак.
- В 1937—1938 — 1-й секретарь Пролетарского райкома ВКП(б) (Москва).
- С 1938 года в РККА.
- В 1938 — начальник отдела кадров Главного Политического управления РККА.
- С июня 1938 по 1942 — заместитель начальника управления Главного Политического управления РККА (в 1940—1941 — Главное управление политической пропаганды Красной армии).
- С июля по октябрь 1942 — член Военного Совета 60-й армии (Воронежский фронт).
- С октября 1942 по март 1943 — член Военного Совета Воронежского фронта.
- С апреля 1943 до июля 1945 — начальник Управления военной разведки Генерального штаба, затем Разведывательного управления Генерального штаба — заместитель начальника Генерального штаба Красной армии.
- С июля 1945 по сентябрь 1947 — начальник Главного разведывательного управления Генерального штаба — заместитель начальника Генерального штаба Советской армии.
- С сентября 1947 по сентябрь 1949 — заместитель председателя Комитета информации при Совете Министров СССР.
- С июля 1950 по март 1953 — начальник Главного политического управления Вооружённых сил СССР.
- С марта 1953 до 1957 — начальник Главного управления кадров Министерства обороны СССР.
- С мая 1957 до 1959 — начальник Военно-политической академии имени В. И. Ленина.
- С июля 1959 до 1969 — член Военного Совета — начальник Политуправления Северной группы войск.
- С июля 1969 в отставке.
- В 1939—1952 годах являлся членом Центральной ревизионной комиссии ВКП(б), в 1952—1956 — кандидатом в члены ЦК КПСС, в 1956—1961 годах вновь членом Центральной ревизионной комиссии КПСС.

Умер 16 января 1979 в Москве, похоронен на Новодевичьем кладбище.

## Воинские звания
- бригадный комиссар (1938)[4]
- дивизионный комиссар (7.5.1938)
- корпусной комиссар (2.9.1939)
- армейский комиссар 2-го ранга (17.11.1941)
- генерал-лейтенант (6.12.1942)
- генерал-полковник (29.7.1944)

## Награды
- два ордена Ленина (04.02.1943, 20.02.1954)
- орден Красного Знамени (22.02.1944)
- орден Суворова I степени (04.06.1945)
- орден Кутузова I степени (29.07.1944)
- орден Отечественной войны I степени (17.05.1943)
- четыре ордена Красной Звезды (14.06.1940, 21.08.1953, 22.02.1968, 21.02.1969)
- медали СССР[2]

Других государств
 Китай:
- медаль «Китайско-советская дружба»

 МНР:
- орден Красного Знамени (06.07.1971);
- медаль «30 лет Халхин-Гольской Победы» (15.08.1969);

 ПНР:
- орден «Крест Грюнвальда» II степени (21.05.1946)
- командор ордена Возрождения Польши

 Чехословакия:
- медаль «50 лет Коммунистической Партии Чехословакии» (1971)

 Югославия:
- орден «За заслуги перед народом» I степени
- орден Партизанской звезды I степени